# 1293 w polityce
Wydarzenia polityczne w 1293 roku.

## Wydarzenia
- Zjazd w Kaliszu: Przemysł II, Władysław I Łokietek i Kazimierz II łęczycki porozumieli się przeciwko Wacławowi II[1].

## Zmarli
- Dawid VI, król Gruzji[2].